# Cacoal
Cacoal är en stad och kommun i västra Brasilien och är en av de största städerna i delstaten Rondônia. Kommunen har cirka 81 000 invånare.

## Administrativ indelning
Kommunen är indelad i två distrikt:
- Cacoal
- Riozinho

## Demografi
| Område              | Areal (km²)   | Invånarantal 1 augusti 2000 | Invånarantal 1 augusti 2010 | Invånarantal 1 juli 2014 |
| ------------------- | ------------- | --------------------------- | --------------------------- | ------------------------ |
| Kommun              | 3 792,64      | 73 568                      | 78 574                      | 86 556                   |
| Urban befolkning    | Ingen uppgift | 51 398                      | 61 921                      | Ingen uppgift            |
| ...varav centralort | Ingen uppgift | 49 313                      | 59 613                      | Ingen uppgift            |